# Henryk Rozmiarek
Henryk Rozmiarek (* 13. Januar 1949 in Posen; † 10. März 2021) war ein polnischer Handballtorwart.

## Karriere

### Vereinsebene
Henryk Rozmiarek spielte in seiner Heimatstadt von 1962 bis 1976 für den WKS Grunwald Poznań. 1971 wurde das Team um Rozmiarek Polnischer Meister und konnte ein Jahr später den Landespokal gewinnen. Danach war er für den KS Posnania bis 1980 aktiv. Zwischendurch verbrachte er ein Jahr als Spielertrainer im kanadischen Toronto. 1980 folgte ein Wechsel nach Westdeutschland, wo er zwei Jahre lang für den Polizei-Sportverein Hannover das Tor hütete und danach bis 1984 der SG Weiche-Handewitt angehörte. Von 1988 bis 1990 war Rozmiarek Spielertrainer in Griechenland bei Helvetia Athen.

### Nationalmannschaft
Zwischen 1970 und 1980 absolvierte Rozmiarek für die Polnische Nationalmannschaft 176 Länderspiele und erzielte dabei 3 Tore. Er nahm an der Weltmeisterschaft 1974 und 1978 teil und gewann in beiden Jahren die Silbermedaille beim World Cup in Schweden.
Des Weiteren nahm er an drei Olympischen Spielen (1972, 1976 und 1980) teil. 1976 gewann er mit der polnischen Mannschaft Bronze.

### Trainer
Nach seiner aktiven Laufbahn war Rozmiarek als Trainer bei den polnischen Clubs Stelmet Zielona Góra (2005–2007), MKS Piotrcovia Piotrków Trybunalski (2007–2008) und AZS Gorzów Wielkopolski tätig. Zudem war er zwischen 2007 und 2009 zusammen mit Adam Pecold in der Jugendförderung aktiv.